# Ochrona zabytków w Polsce

Oznakowanie obiektów wpisanych do rejestru zabytków na terenie Polski obowiązujące od 2004 r.

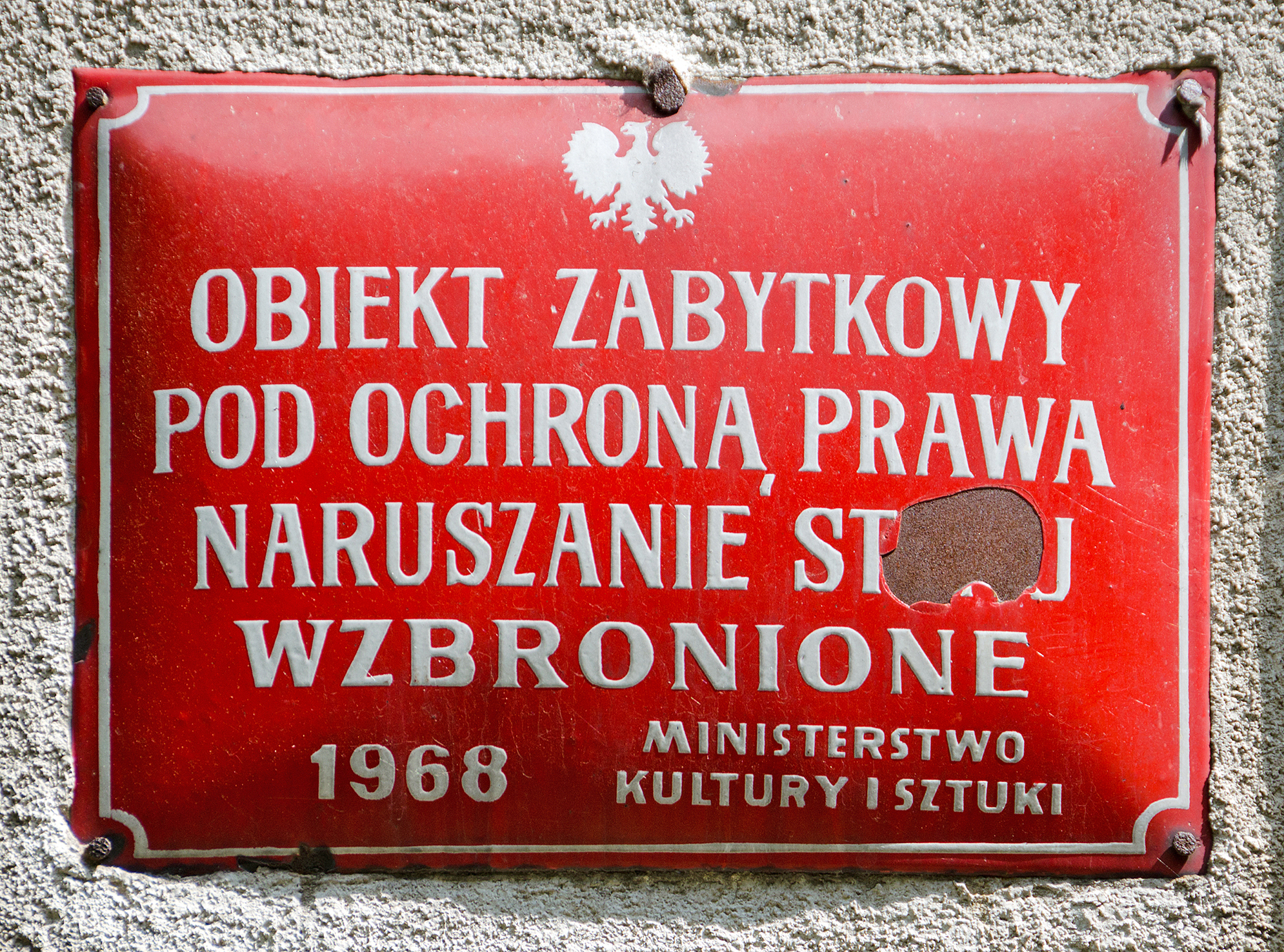
Dawne oznakowanie obiektów wpisanych do rejestru zabytków (na podstawie ustawy z dnia 15 lutego 1962 o ochronie dóbr kultury)

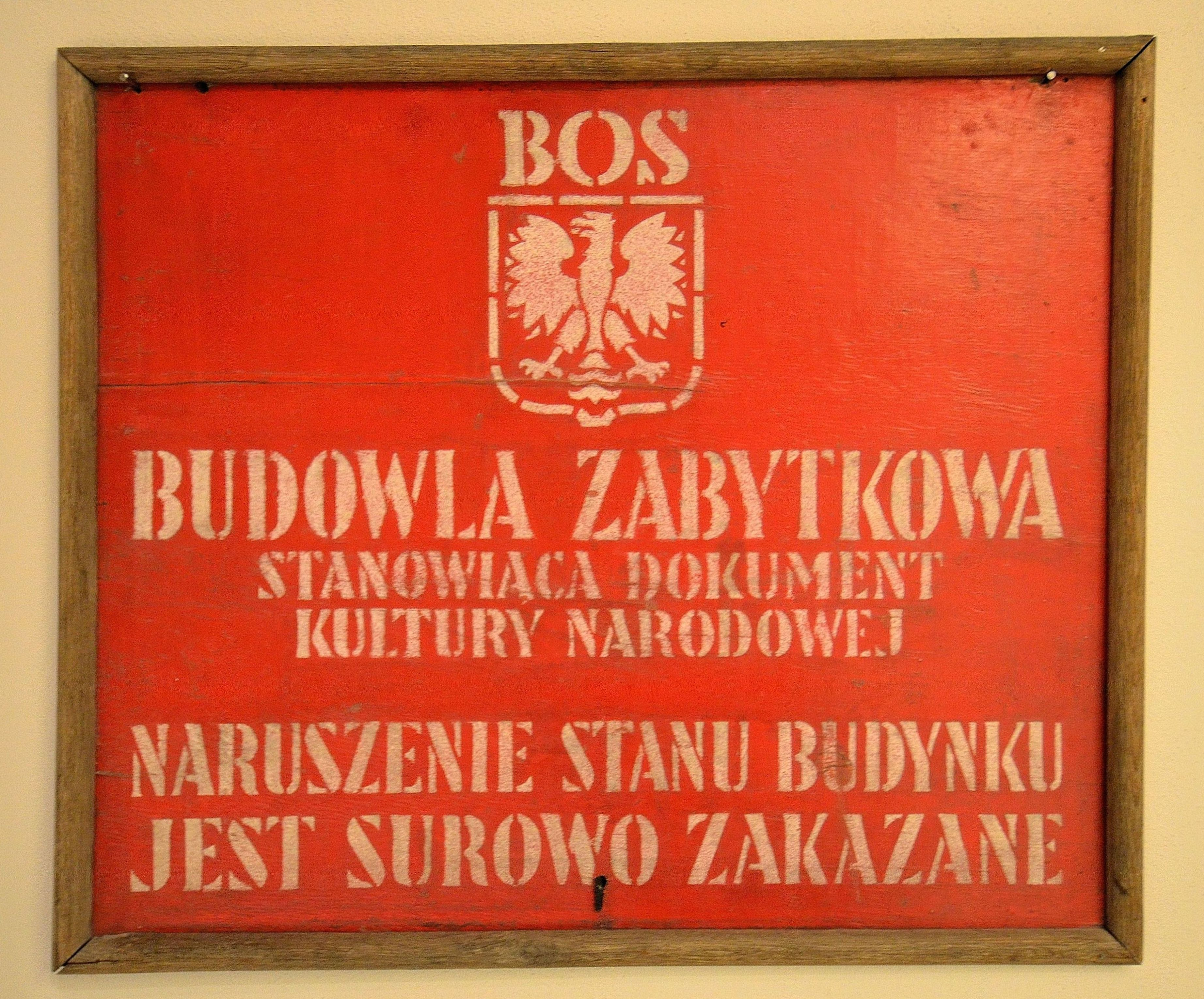
Tablica informacyjna Biura Odbudowy Stolicy

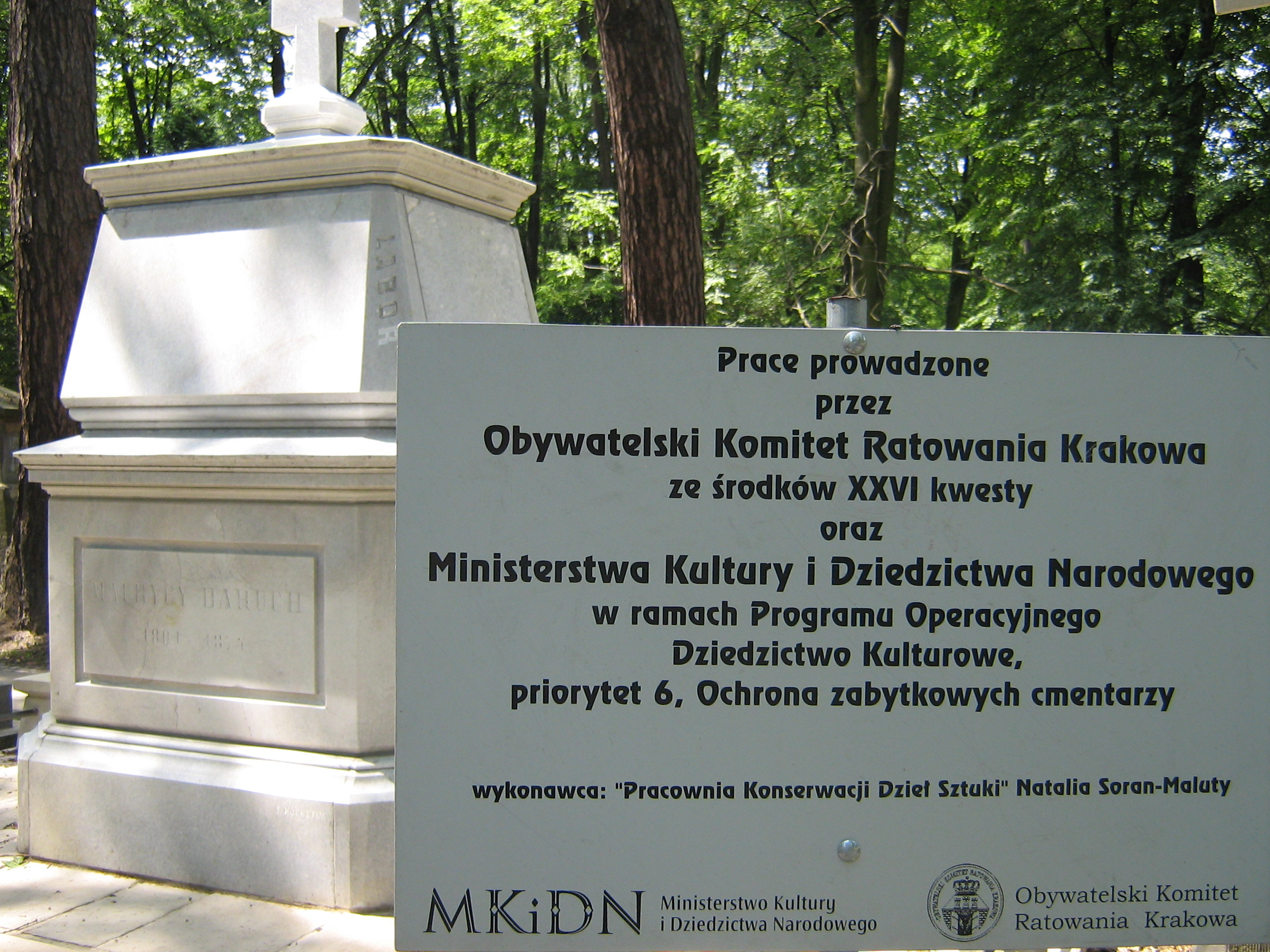
Kraków, cmentarz Rakowicki

Oznakowanie obiektów wpisanych do rejestru zabytków na terenie Polski obowiązujące od 2004 r.

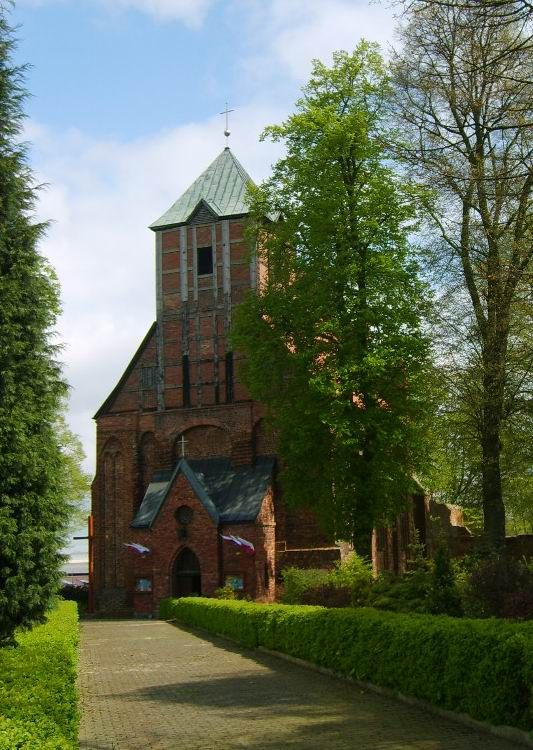
Zabytek nieruchomy – kościół św. Piotra i Pawła w Policach-Jasienicy

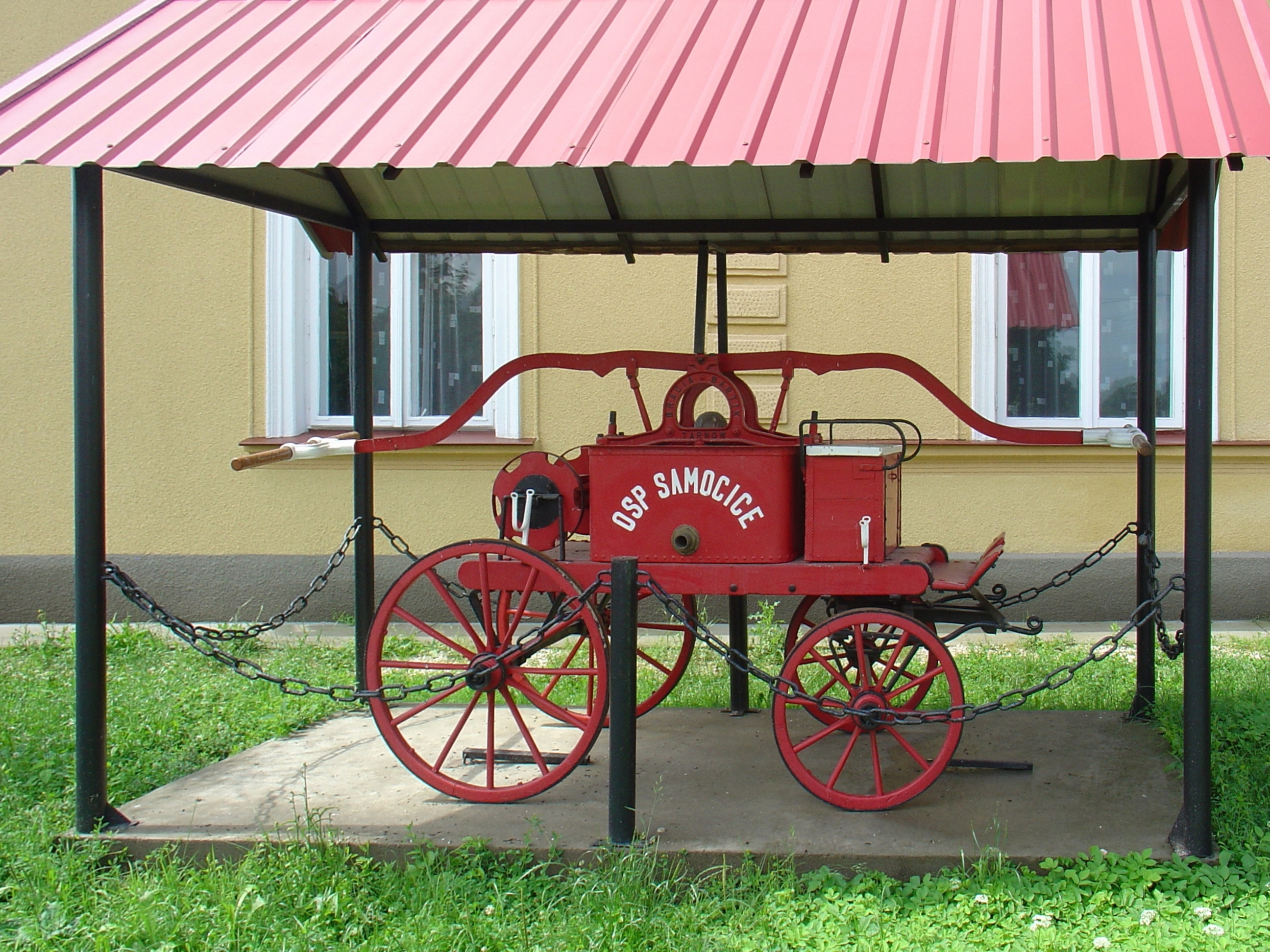
Zabytek ruchomy – XIX-wieczny wóz strażacki z ręczną pompą przy OSP Samocice

Ochrona zabytków w rozumieniu przyjętym w obowiązującej obecnie w Polsce ustawie o ochronie zabytków i opiece nad zabytkami z 23 lipca 2003 r. oznacza działania organów administracji publicznych podejmowane w celu:
- zapewnienia warunków prawnych, organizacyjnych i finansowych umożliwiających trwałe zachowanie zabytków oraz ich zagospodarowanie i utrzymanie;
- zapobiegania zjawiskom niepożądanym: niszczeniu i niewłaściwemu korzystaniu z zabytków, ich kradzieżom, zaginięciom, nielegalnemu wywozowi za granicę;
- kontrolowania stanu zachowania i przeznaczenia zabytków;
- uwzględniania zadań ochronnych w procesie planowania, zagospodarowania przestrzennego oraz kształtowania środowiska.

W wielu pracach teoretycznych dotyczących ochrony zabytków pojęcie to definiuje się jednak znacznie szerzej, jako ogół działań podejmowanych wobec zabytków dla zapewnienia zachowania ich substancji zabytkowej i umożliwienia społeczeństwu korzystania z wartości zabytkowych, których zabytki są nośnikami.

## Pojęcie ochrony zabytków
Mały słownik ochrony zabytków definiuje ochronę zabytków jako ogół działań mających na celu zapewnienie zabytkom:
- trwanie dum mundus durat (jak długo będzie istniał świat);
- uczestnictwa w kształtowaniu świadomości indywidualnej i społecznej;
- wypełniania roli składnika współkształtującego środowisko człowieka.

Z tak szerokiej definicji pojęcia ochrony zabytków wynika, że obejmuje ona:
- formułowanie teorii i zasad konserwatorskich,
- prawodawstwo,
- czynności administracyjne,
- badania nad zastosowaniem nowych środków i metod konserwatorskich,
- badania zabytków,
- współuczestnictwo w planowaniu gospodarczym i planowaniu przestrzennym,
- sporządzanie projektów technicznych,
- wykonywanie prac przy zabytkach,
- bieżące utrzymywanie zabytków i zapobieganie szkodliwym oddziaływaniom,
- upowszechnianie wiedzy o zabytkach,
- organizowanie i wypełnianie społecznej opieki nad zabytkami.

## Definicja zabytku w świetle prawa polskiego
Zabytki w Polsce (ang. cultural property in Poland) obejmują - wedle konwencji haskiej o ochronie zabytków w razie konfliktu zbrojnego (tytuł niekiedy tłumaczony nieprawidłowo i niezgodnie zakresem aktu jako konwencja haska o ochronie dóbr kultury w razie konfliktu zbrojnego) oraz wedle polskiej ustawy o ochronie zabytków i opiece nad zabytkami - wszystkie obiekty dziedzictwa kultury materialnej (ang. tangible cultural heritage items) w Polsce.
Według przepisów prawa polskiego zabytkiem jest nieruchomość (np. pojedynczy budynek, cmentarz, historyczny układ urbanistyczny lub krajobraz kulturowy) albo rzecz ruchoma (np. dzieło sztuki użytkowej, obraz, rzeźba, znalezisko archeologiczne – np. artefakt), ich części lub zespoły rzeczy, które są dziełem człowieka lub związane z jego działalnością i stanowią świadectwo minionej epoki bądź zdarzenia, a których zachowanie leży w interesie społecznym ze względu na swoją wartość artystyczną, naukową lub historyczną. Obiekty takie mogą być wpisane do rejestru zabytków prowadzonego przez wojewódzkiego konserwatora zabytków.

## Formy ochrony zabytków
Zgodnie z ustawą istnieje pięć form ochrony zabytków:
- wpis do rejestru zabytków;
- wpis na Listę Skarbów Dziedzictwa;
- uznanie za pomnik historii
- utworzenie parku kulturowego;
- ustalenie wymogów ochrony w miejscowym planie zagospodarowania przestrzennego lub w decyzji lokalizacyjnej[2];

Wpis do gminnej ewidencji zabytków nie jest formą ochrony zabytków w myśl Ustawy o ochronie zabytków i opiece nad zabytkami z 23 lipca 2003 r. – co jednak nie musi oznaczać, że nie jest on formą ochrony zabytków w ogóle (sporna kwestia tzw. nienazwanych form ochrony). Ustawa odróżnia zatem ochronę zabytków, która ma być sprawowana przez organy państwowe i opiekę nad zabytkami, sprawowaną przez właścicieli i użytkowników zabytków. Takie ujęcie problematyki ochrony zabytków stanowi naśladownictwo niemieckich wzorców legislacyjnych, w których odróżnia się Denkmalschutz (ochronę zabytków) od Denkmalpflege (opieki nad zabytkami).
W Polsce w latach 1961–1973 wartość zabytku określała pięciostopniowa klasyfikacja ( klasa 0 oraz klasy I-IV). Obecnie podział na klasy nie jest stosowany. Zasadniczo uważa się wszystkie zabytki za równie cenne, chociaż zabytki mające wyjątkową wartość Prezydent Rzeczypospolitej Polskiej może uznać za pomniki historii. Najbardziej unikatowe zabytki mogą zostać wpisane na listę światowego dziedzictwa UNESCO.

## Rejestr zabytków
Obecnie obowiązuje podział na:
- zabytki nieruchome – nieruchomość, jej część (np. klatka schodowa) lub zespół nieruchomości (ale także historyczny układ urbanistyczny, ruralistyczny lub zespół budowlany)[5] – jest ich łącznie 78616 (stan na 29 stycznia 2021)[6],
- zabytki ruchome – rzeczy ruchome, jej części lub zespoły rzeczy ruchomych: dzieła sztuki ruchome (np. kolekcja sztuki, dzieło sztuki użytkowej, obraz, rzeźba) lub dzieła techniki (np. pojazd zabytkowy, broń dawna), a także starodruki, zabytkowe manuskrypty – jest ich łącznie 268915 (stan na 29 stycznia 2021)[7] - przy czym rejestr nie obejmuje zabytków uwzględnionych w inwentarzach muzealnych, narodowym zasobie bibliotecznym (starodruki i zabytkowe manuskrypty) oraz narodowym zasobie archiwalnym
- zabytki archeologiczne – zabytek nieruchomy będący powierzchniową, podziemną lub podwodną pozostałością egzystencji i działalności człowieka, złożoną z nawarstwień kulturowych i znajdujących się w nich wytworów bądź ich śladów (stanowisko archeologiczne) albo zabytek ruchomy, będący tym wytworem (znalezisko archeologiczne – np. artefakt - przy czym rejestr nie obejmuje znalezisk uwzględnionych w inwentarzach muzealnych) – jest ich łącznie 7806 (stan na 29 stycznia 2021)[8].

Ochroną mogą być objęte również historyczne, geograficzne lub tradycyjne nazwy budynków, placów, ulic lub jednostek osadniczych.
Z rejestru skreśla się otoczenie zabytku, w przypadku skreślenia z rejestru tego zabytku.
Wszystkie zabytki (z dziedzin budownictwa, rzemiosła, sztuki, archeologii (dziedzictwo archeologiczne) i przyrody) łącznie z  obiektami niematerialnego dziedzictwa  kulturowego (ang. intangible cultural heritage items, zwanymi niekiedy w żargonie nauk humanistycznych i sztuk artystycznych niezgodnie z definicją prawną również zabytkami) stanowią zasoby dziedzictwa kulturowego.